# Книга на пророк Исаия
„Книга на пророк Исаия“ е библейска книга, една от пророческите книги на християнския Стар завет.
В православния и католическия канон „Книга на пророк Исаия“ е първата от поредицата книги на големите пророци и е поставена между „Книга Премъдрост на Иисуса, син Сирахов“ и „Книга на пророк Иеремия“.
Традиционно се приема, че книгата е съставена от пророк Исаия през VIII век пр. Хр., но днес се смята че глави 40 до 55 са писани през VI век пр. Хр., по време на Вавилонския плен, а глави 56 до 66 – през V век пр. Хр. Значителна част от книгата съдържа апокалиптични предвиждания за унищожаването на Йерусалим и за възстановяването му от месията.